# Ángel Cabrera Batista
Ángel Cabrera Batista (Arucas, 1946 - Arucas, 24 de febrero de 2005) fue un independentista Canario y asesino de Eufemiano Fuentes Díaz.

## Asesinato
A las 4:30 de la madrugada del 2 de junio de 1976, le dijo a Eufemiano Fuentes Díaz, “Levántese, vístase y venga conmigo, tengo una pistola y varios que me esperan abajo”, y le secuestró. Estaba en su chalet Las Meleguinas, barrio de Santa Brígida. Testigos oculares afirmaron haberles visto ambos encaminarse en el Cadillac de Eufemiano Fuentes hacia un lugar indeterminado del norte de la isla de Gran Canaria. Ángel dejó en la casa de su víctima una nota en la que se solicitaba a sus familiares la cantidad de 90 millones de pesetas por el rescate. Según la hija de Eufemiano Fuentes, en varias llamadas de teléfono, él se identificó como rojo 13 MPAIAC y hablaba con acento canario como si fuera de Sáhara.
Durante la fallida entrega del rescate cerca del cementerio de San Lázaro, El Rubio ametralló a los policías, resultando herido  mortalmente el subinspector de policía Manuel Rey Marino. El 22 de septiembre de 1976 fue tiroteado en Somosierra Bartolomé García, estudiante a quienes los policías afirmaron confundir con El Rubio, en un suceso que movilizó a la sociedad de Tenerife en rechazo a la violencia policial.
La familia Cabrera fue vejada, acusada, encarcelada, violada, José Manuel Carballo fue juzgado por violar a la hermana de El Rubio, Rosario Cabrera Batista. Juan Cabrera García y José Juan Cabrera Batista, padre y hermano de Ángel, fueron condenados en junio de 1980 a 8 y 6 años de cárcel por la presunta colaboración prestada a Ángel en el secuestro de Eufemiano Fuentes. A Roberto Victoriano Cabrera Batista, hermano de Ángel, le acusaron de complicidad en el robo de armas efectuado en la noche del 21 al 22 de marzo de 1976 en el cuartel de Artillería. El acusado era por aquel entonces cabo en el mismo acuartelamiento y según la acusación facilitó a El Rubio la suficiente información para que pudiera perpetrar el robo. Victoriano, tras salir en libertad, desapareció en extrañas circunstancias en 1983. La familia Cabrera era muy querida en La Hoya de San Juan, a Ángel lo recuerdan como un tipo afable y cercano.
El Rubio logró escapar del asedio policial con la ayuda del MPAIAC y, tras residir en Argelia, en agosto de 1989 se entregó a la policía en Las Palmas. Al año siguiente fue condenado por la Audiencia Provincial  por el asesinato pero absuelto del de Rey Mariño, a decenas de años de reclusión y fue internado en El Salto del Negro, en Gran Canaria, donde permaneció recluido salvo por un período en el que fue trasladado a la Prisión del Puerto de Santa María, para salir sólo cuando las autoridades temieron su próximo fin a consecuencia de la enfermedad que arrastraba, 14 años antes de que terminara su condena.